# Херольт, Йоханна Хелена
Йоханна Хелена Херольт (нидерл. Johanna Helena Herolt), в девичестве Графф (нидерл. Graff; 5 января 1668, Франкфурт-на-Майне, Священная Римская империя — ок. 1723, Парамарибо, Нидерландская Гвиана) — нидерландская художница немецкого происхождения, представительница «Золотого века» нидерландской живописи, дизайнер и иллюстратор.

## Биография
Йоханна Хелена родилась в имперском городе Франкфурт-на-Майне 5 января 1668 года. Старшая дочь художника Иоганна Андреаса Граффа (1637—1701) и художницы Анны Марии Сибиллы Мериан (1647—1717) и сестра художницы Доротеи Марии Генриетты (1678—1743). Искусству живописи обеих дочерей обучила мать.
В 1670 году семья переехала в Нюрнберг — город, в котором родился её отец. В 1681 году мать с дочерьми вернулась во Франкфурт к своей пожилой матери, похоронившей мужа, художника Якоба Марреля. Позднее к семье присоединился и отец. Однако в 1686 году мать снова покинула его и переехала с дочерьми в общину протестантов-лабадистов во Вьюверте (Фрисландия). После бесплодных попыток примирения отец вернулся в Нюрнберг. В 1691 году, после упразднения общины, Йоханна Хелена вместе с бабушкой, матерью и сестрой переехала в Амстердам. Здесь 28 июня 1692 года она вышла замуж за уроженца Вьюверта и бывшего лабадиста купца Якоба Хендрика Херольта (род. 1660), имевшего торговые интересы в Нидерландской Гвиане. В этом браке родились один или двое детей.
В Амстердаме Йоханна Хелена вместе с сестрой Доротеей Марией работала в студии матери Анны Марии Сибиллы Мериан. Художницы рисовали растения, птиц и насекомых. Ими были созданы превосходные акварели для «Гусеничной книги», в которой дневные и ночные бабочки изображены на всех этапах их развития: от личинки до гусеницы и, наконец, бабочки.
Вместе с матерью, по заказу Агнес Блок, художница написала ряд акварелей с изображением растений из сада заказчицы. Кроме того, она была нанята для написания акварелей экзотических и редких растений из Ботанического сада в Амстердаме. Для её произведений характерен скульптурный вид, который подчеркивает иллюзию конструкции.
В 1711 году она отправилась в Нидерландскую Гвиану для изучения местной фауны и написания акварелей для третьего тома «Гусеничной книги», содержащего около полусотни работ её матери. По заказу европейских коллекционеров создала ряд изображений местных насекомых, рыб и рептилий. Когда в 1714 году её мать оказалась частично парализована после инсульта, Йоханна Хелена ненадолго вернулась в Амстердам, где написала несколько картин под именем Анны Марии Сибиллы Мериан. Некоторые работы содержат подписи обеих женщин. Точное время и место смерти художницы неизвестно. Вероятно, она умерла в Нидерландской Гвиане около 1723 года.

## Галерея

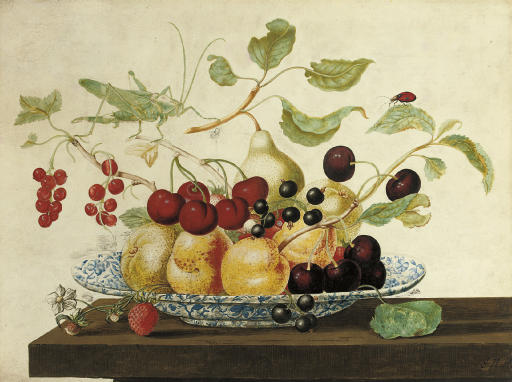
Натюрморт с фруктами и насекомыми (ок. 1690)
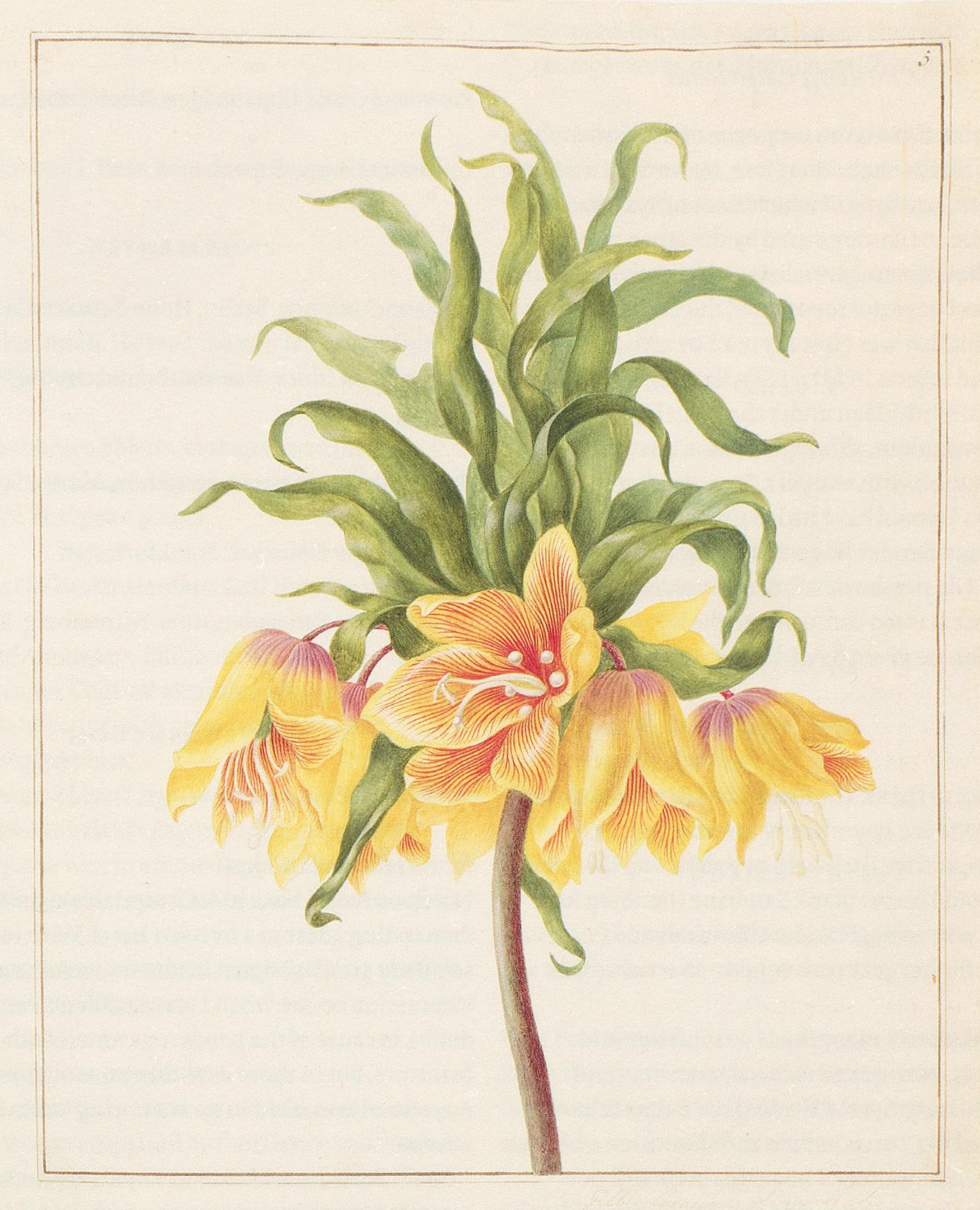
Рябчик императорский (ок. 1696/97)
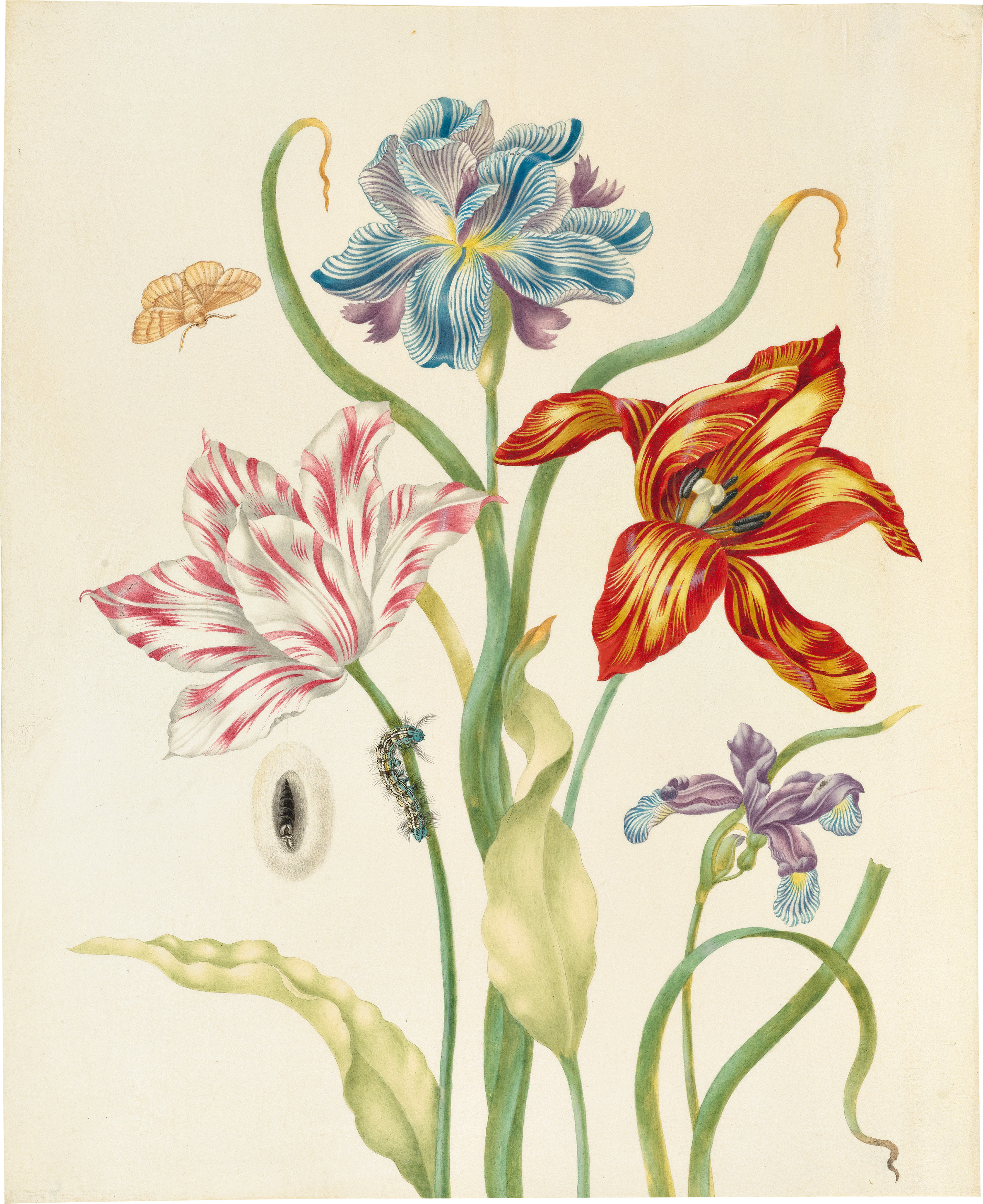
Два тюльпана и два ириса (ок. 1700)
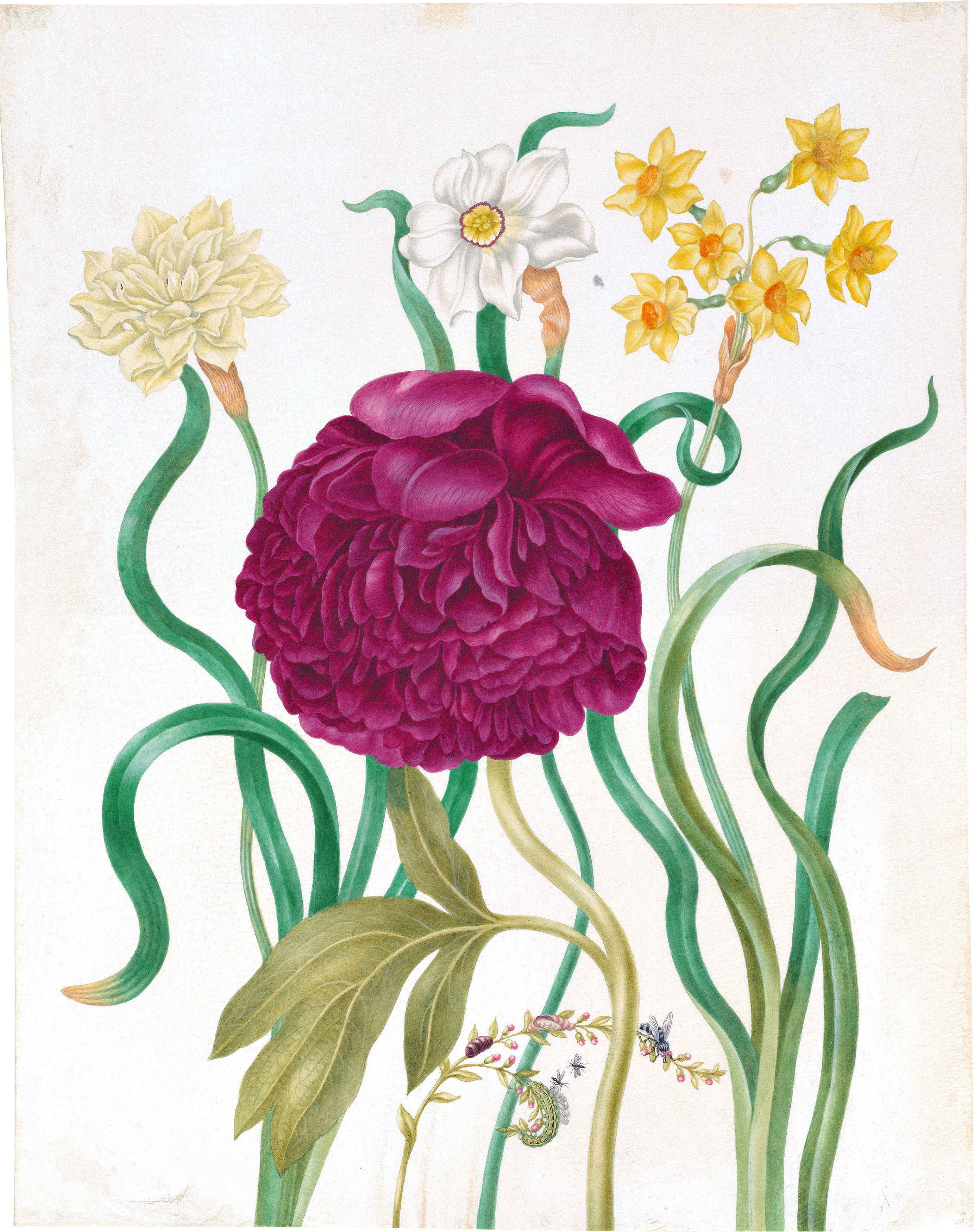
Пион (ок. 1700)
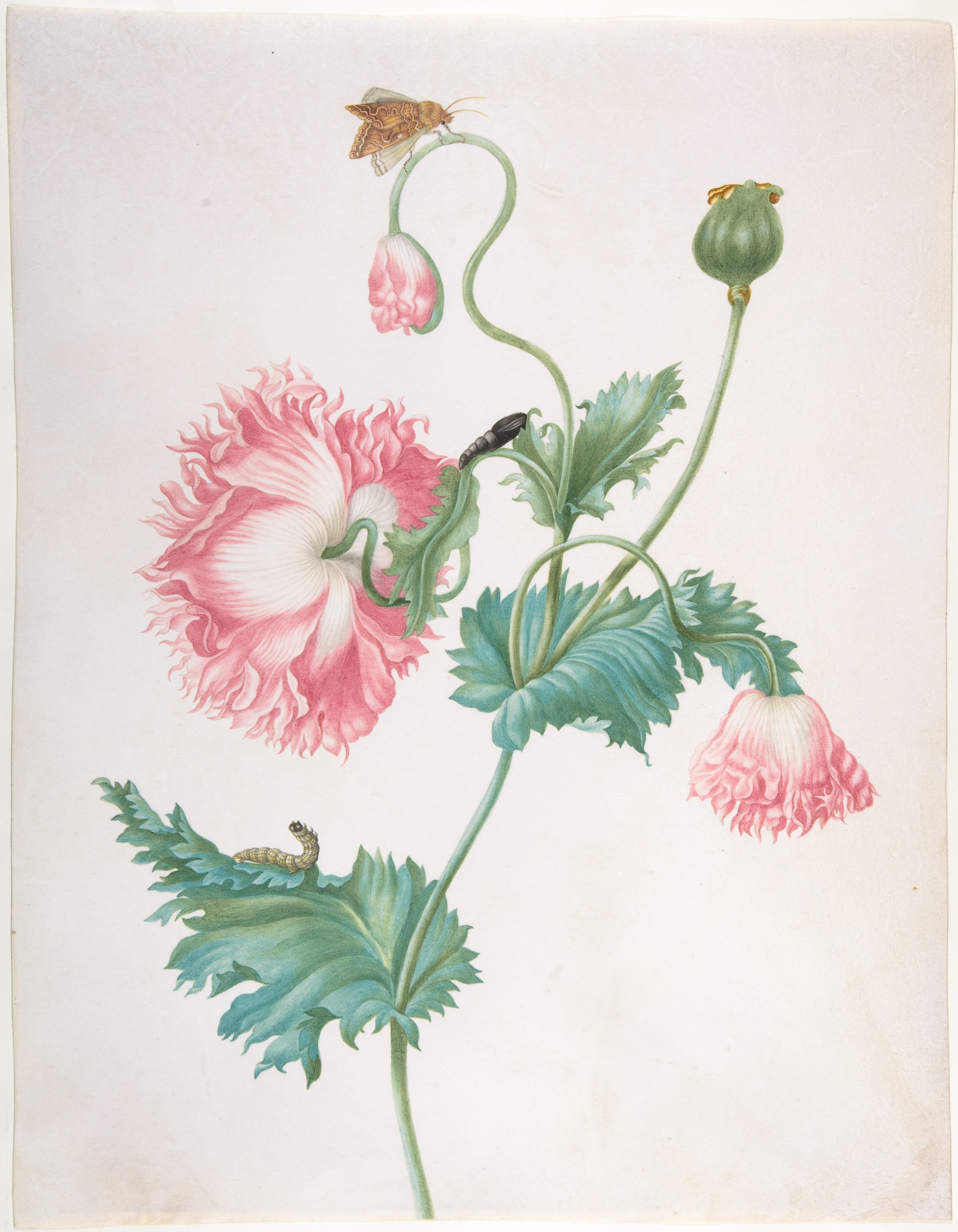
Три этапа цветения мака, гусеница, куколка и бабочка (кон. XVII - нач. XVIII в.)
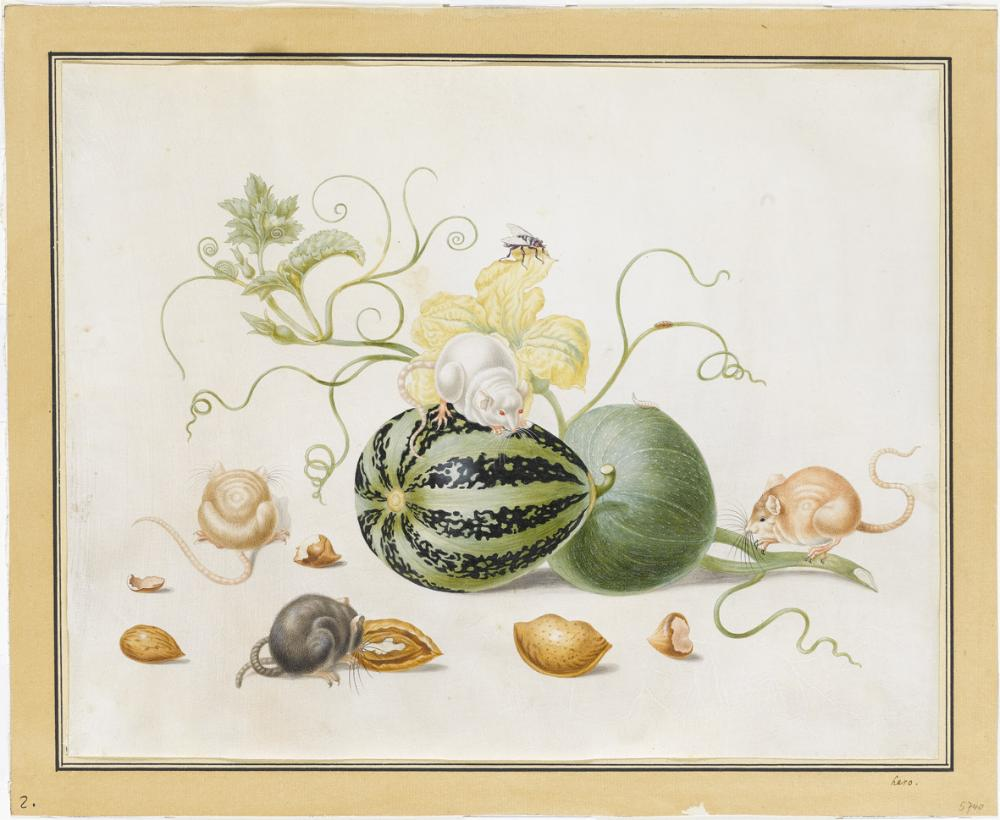
Мыши и арбузы (ок. 1702-1704)
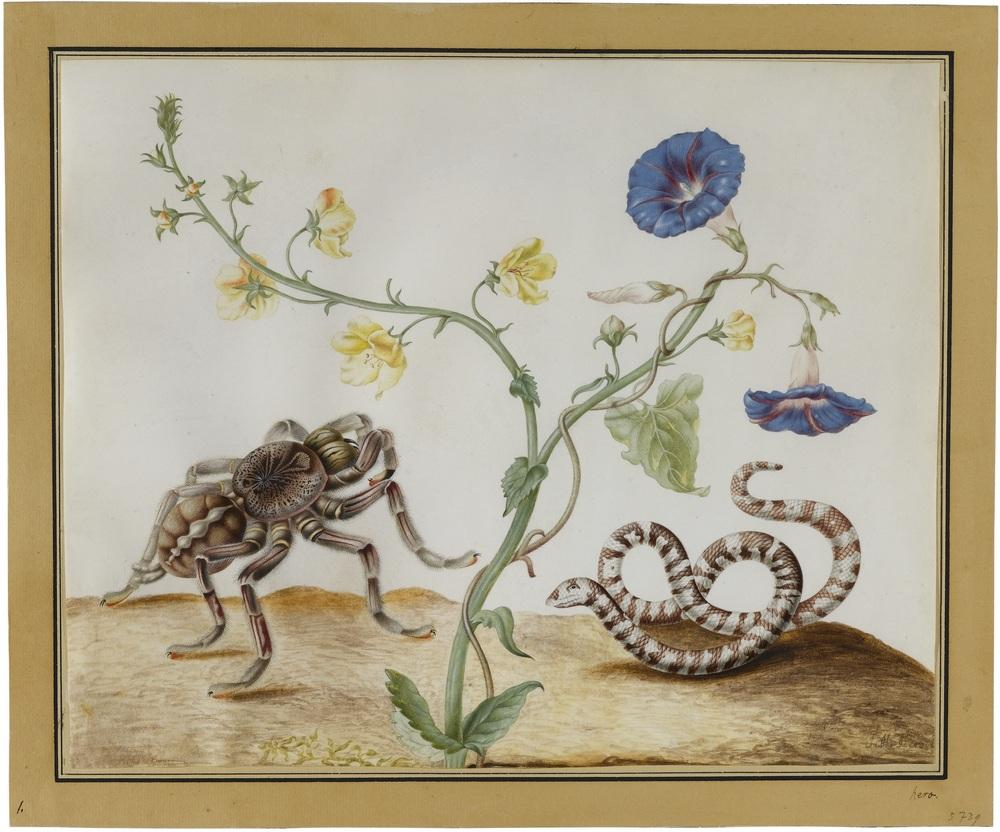
Цветы, паук-птицеед и змея (ок. 1702-1704)